# Marcolfa (Bertoldo, Bertoldino e Cacasenno)
Marcolfa è un personaggio immaginario, moglie di Bertoldo, madre di Bertoldino e nonna di Cacasenno. Donna di grande saggezza, è protagonista dei racconti di Giulio Cesare Croce Le sottilissime astutie di Bertoldo e Le piacevoli et ridicolose simplicità di Bertoldino raccolti nel 1620 nel volume Bertoldo, Bertoldino e Cacasenno, con l'aggiunta dell'ulteriore seguito, Novella di Cacasenno, figliuolo del semplice Bertoldino, scritto da Adriano Banchieri. Le vicende ebbero poi diverse trasposizioni cinematografiche; nella più celebre, Bertoldo, Bertoldino e Cacasenno diretto da Mario Monicelli nel 1984, i panni di Marcolfa erano vestiti da Annabella Schiavone.

## Il personaggio
Marcolfa nelle novelle impersona non solo la moglie di Bertoldo, ma anche la sua astuta complice nei loro imbrogli ai danni del popolo sciocco e soprattutto dell'ingenuo Re Alboino. Tuttavia spesso si danna per le sciocchezze e per la totale inettitudine del figlio Bertoldino, purtroppo non furbo e agile come il padre e spesso è costretta a prenderlo a legnate. Infatti, dopo la morte di Bertoldo causata senza volerlo da Re Alboino che lo integrò a corte, intimandolo così a dimenticare la sua vita da mangiapatate e zappaterra, Marcolfa si dedica molto all'educazione del figlio Bertoldino nell'arte dell'inganno e dell'imbroglio, non riuscendoci pienamente. Spesso Marcolfa lo porta anche a corte di Alboino ed insieme riescono ad ottenere un grande podere, ma la stupidità di Bertoldino porterà sempre la famiglia a cacciarsi in difficili situazioni. Marcolfa sarà riappagata solo quando riesce a sottrarre una notevole somma di denaro con l'inganno a re Alboino per pagare le cure del figlio, ferito da un potente calcio del suo mulo.

## Marcolfa nel film di Mario Monicelli
Nel film di Mario Monicelli del 1984, Marcolfa è interpretata da Annabella Schiavone che si dimostra brillantemente all'altezza del personaggio. La donna appare trasandata, grassa e coi capelli scompigliati, arruffati e senza colore, per di più con un accento volgare del Nord Italia. Sebbene nel romanzo di Croce Marcolfa sia descritta come una donna astuta e agile, nel film appare come la più stupida delle donne del paese di Acquamorta e anche la più goffa. Le sue disavventure iniziano quando il monaco Frate Cipolla (in realtà non avente niente a che fare con la storia originale, ma preso da una novella del Decameron di Giovanni Boccaccio) entra nella sua casa e baratta una sua piuma, considerata miracolata perché caduta dalle ali dell'Arcangelo Gabriele, con delle coperte, con l'oca e con l'orcio del vino. Bertoldo la malmena e da questo momento la figura di Marcolfa viene messa da parte nel film, se non per riapparire ancora in altre disavventure e difficili situazioni causate sempre da lei ed infine nella corte del re Alboino come dama, moglie del conte Bertoldo.

## Nota
Marcolfa rappresenta anche una delle maschere ispiratrici del Carnevale Storico Persicetano che si tiene a San Giovanni in Persiceto.